# ماریان گراهام
ماریان گراهام (به انگلیسی: Maryanne Graham) (زادهٔ ۲۳ نوامبر ۱۹۵۵) شناگر اهل ایالات متحده آمریکا است.
مریان گراهام (متولد 23 نوامبر 1955) که با نام متاهلش مریان کیور نیز شناخته می شود، یک شناگر سابق مسابقات آمریکایی است که نماینده ایالات متحده در بازی های المپیک تابستانی 1976 در مونترال، کبک بود. او در مسابقات مقدماتی 200 متر کرال پشت زنان شرکت کرد و با دوازدهمین بهترین عملکرد کلی به پایان رسید، اما به فینال رویداد راه نیافت. او در حال حاضر مربی باشگاه آبی اسکاتسدیل است.